# Czesław Kozon
Mons. Czesław Kozon (17. listopadu 1951, Idestrup, ostrov Falster, Dánsko) je dánský katolický kněz polského původu a biskup kodaňský. Od roku 2015 je předsedou Skandinávské biskupské konference.